# Jessica Tomasi
Jessica Tomasi (Trento, 3 luglio 1986) è un'arciera italiana.

## Carriera
Nata a Trento e originaria di Baselga di Piné, inizia a tirare con l'arco nel 1996, a 10 anni. Partecipa alle prime competizioni internazionali nel 2000, a 14 anni. Nel 2009 ottiene i suoi primi successo importante, l'oro nella gara a squadre femminile nella tappa di Santo Domingo di Coppa del Mondo, insieme ad Elena Tonetta e Natalia Valeeva e l'argento ai Giochi mondiali di Kaohsiung nella gara individuale. L'anno successivo agli Europei di Rovereto ottiene il bronzo, sempre nella gara a squadre femminile, in squadra con Pia Carmen Lionetti e Natalia Valeeva. Nel 2011 diventa campionessa mondiale nella stessa gara, vincendo l'oro nella competizione iridata di Torino, insieme a Guendalina Sartori e Natalia Valeeva. A 26 anni partecipa ai Giochi Olimpici di Londra 2012, uscendo ai trentaduesimi di finale nella gara individuale, eliminata dalla sudcoreana Choi Hyeon-ju, e al primo turno in quella a squadre, dove le azzurre (lei, Pia Carmen Lionetti e Natalia Valeeva) vengono sconfitte dalla Cina. Ha ottenuto inoltre altri due bronzi individuali ai Giochi mondiali: nell'edizione 2013 a Cali e in quella del 2017 a Breslavia. Nel 2012 ha ricevuto il Collare d'oro al merito sportivo. È aviere capo dell'Aeronautica Militare.

## Palmarès
- Mondiali

Torino 2011: oro nella gara a squadre femminile (insieme a Guendalina Sartori e Natalia Valeeva)
- Europei

Rovereto 2010: bronzo nella gara a squadre femminile (insieme a Pia Carmen Lionetti e Natalia Valeeva)
- Coppa del Mondo

2009: oro nella gara a squadre femminile (insieme ad Elena Tonetta e Natalia Valeeva), nella tappa di Santo Domingo
- Giochi mondiali

Kaohsiung 2009: argento nella gara individuale femminile
Cali 2013: bronzo nella gara individuale femminile
Breslavia 2017: bronzo nella gara individuale femminile